# William Klingender
William Wagner Klingender Ferreyra (Montevideo, Uruguay 2 de octubre de 1988) es un futbolista uruguayo que juega como mediocampista en Universitario de Sucre de la Primera División de Bolivia.

## Clubes
| Club                   | País    | Año             |
| ---------------------- | ------- | --------------- |
| River Plate            | Uruguay | 2008 - 2010     |
| Montevideo Wanderers   | Uruguay | 2009 - 2010     |
| Club Atlético Cerro    | Uruguay | 2010 - 2011     |
| Central Español        | Uruguay | 2012 - 2014     |
| Huracán FC             | Uruguay | 2014 - 2015     |
| Boston River           | Uruguay | 2015 - 2017     |
| Comerciantes Unidos    | Perú    | 2018            |
| Montevideo City Torque | Uruguay | 2019            |
| Club Sportivo Cerrito  | Uruguay | 2020 - 2021     |
| Universitario de Sucre | Bolivia | 2022 - presente |